# 1989 în științifico-fantastic
- 1988 în științifico-fantastic — 1989 în științifico-fantastic — 1990 în științifico-fantastic

1989 în științifico-fantastic a implicat o serie de evenimente:

## Nașteri și decese

### Decese
- Wilhelm Wolfgang Bröll (n. 1913)
- Reinmar Cunis (n. 1933)
- Daphne du Maurier (n. 1907)
- Gertrude Friedberg (n. 1908)
- Paul van Herck (n. 1938)
- Hans Hellmut Kirst (n. 1914)
- Ulf Miehe (Robert Artner; n. 1940)
- Donald J. Pfeil (n. 1937)
- Gerhard R. Steinhäuser (n. 1920)
- Sarban (Pseudonimul lui John W. Wall) (n. 1910)
- William F. Temple (n. 1914)

## Filme
| Titlu                            | Regizor                       | Distribuție                                                         | Țara                                                                               | Sub-Gen /Note    |
| -------------------------------- | ----------------------------- | ------------------------------------------------------------------- | ---------------------------------------------------------------------------------- | ---------------- |
| Arena                            | Peter Manoogian               | Claudia Christian, Marc Alaimo                                      | Italia · Statele Unite ale Americii                                                |                  |
| The Abyss                        | James Cameron                 | Ed Harris, Mary Elizabeth Mastrantonio, Michael Biehn               | Statele Unite ale Americii                                                         | [ 2 ]            |
| Back to the Future Part II       | Robert Zemeckis               | Michael J. Fox, Christopher Lloyd, Lea Thompson, Thomas F. Wilson   | Statele Unite ale Americii                                                         |                  |
| Bill & Ted's Excellent Adventure | Stephen Herek                 | Keanu Reeves, Alex Winter, George Carlin                            | Statele Unite ale Americii                                                         |                  |
| The Blood of Heroes              | David Webb Peoples            | Rutger Hauer, Joan Chen, Delroy Lindo                               | Australia · Statele Unite ale Americii                                             | [ 3 ] [ 4 ]      |
| Bunker Palace Hôtel              | Enki Bilal                    | Jean-Louis Trintignant, Carole Bouquet, Benoît Régent               | Franța                                                                             | [ 5 ]            |
| Communion                        | Philippe Mora                 | Christopher Walken, Lindsay Crouse, Frances Sternhagen              | Statele Unite ale Americii                                                         |                  |
| Cyborg                           | Albert Pyun                   | Jean-Claude Van Damme, Deborah Richter                              | Statele Unite ale Americii                                                         |                  |
| DeepStar Six                     | Sean S. Cunningham            | Taurean Blacque, Nancy Everhard                                     | Statele Unite ale Americii                                                         |                  |
| Ghostbusters II                  | Ivan Reitman                  | Bill Murray, Dan Aykroyd, Harold Ramis, Sigourney Weaver            | Statele Unite ale Americii                                                         |                  |
| Godzilla vs. Biollante           | Kazuki Ōmori                  | Megumi Odaka, Yasuka Sawaguchi                                      | Japonia                                                                            |                  |
| Honey, I Shrunk the Kids         | Joe Johnston                  | Rick Moranis, Matt Frewer, Marcia Strassman                         | Statele Unite ale Americii                                                         |                  |
| Jetsons: The Movie               | Joseph Barbera, William Hanna | George O'Hanlon, Mel Blanc, Penny Singleton                         | Statele Unite ale Americii                                                         | Film de animație |
| Leviathan                        | George Pan Cosmatos           | Peter Weller, Richard Crenna, Amanda Pays, Daniel Stern             | Italia · Statele Unite ale Americii                                                |                  |
| Lords of the Deep                | Mary Ann Fisher               | Bradford Dillman, Priscilla Barnes, Melody Ryane                    | Statele Unite ale Americii                                                         |                  |
| Meet the Hollowheads             | Thomas R. Burman              | John Glover, Richard Portnow, Juliette Lewis                        | Statele Unite ale Americii                                                         | [ 6 ] [ 7 ]      |
| Millennium                       | Michael Anderson              | Kris Kristofferson, Cheryl Ladd, Daniel J. Travanti, Robert Joy     | Statele Unite ale Americii                                                         |                  |
| Moontrap                         | Robert Dyke                   | Walter Koenig, Bruce Campbell, Leigh Lombardi                       | Statele Unite ale Americii                                                         |                  |
| A Museum Visitor                 | Konstantin Lopushansky        | Viktor Mikhailov, Vera Mayorova, Vadim Lobanov                      | Uniunea Republicilor Sovietice Socialiste                                          | [ 8 ]            |
| Mutant on the Bounty             | Robert Torrance               | Kyle T. Heffner, Scott Williamson, John Durbin                      | Statele Unite ale Americii                                                         | [ 9 ]            |
| Patlabor: The Movie              | Mamoru Oshii                  |                                                                     | Japonia                                                                            | Film anime       |
| The Return of Swamp Thing        | Jim Wynorski                  | Louis Jourdan, Heather Locklear, Sarah Douglas                      | Statele Unite ale Americii                                                         |                  |
| Slipstream                       | Steven Lisberger              | Mark Hamill, Bob Peck, Bill Paxton, Ben Kingsley, F. Murray Abraham | Regatul Unit al Marii Britanii și al Irlandei de Nord · Statele Unite ale Americii |                  |
| Spontaneous Combustion           | Tobe Hooper                   | Brad Dourif                                                         | Statele Unite ale Americii                                                         |                  |
| Star Trek V: The Final Frontier  | William Shatner               | William Shatner, Leonard Nimoy, DeForest Kelley, James Doohan       | Statele Unite ale Americii                                                         | [ 10 ]           |
| The Terror Within                | Thierry Notz                  | George Kennedy, Andrew Stevens, Starr Andreeff                      | Statele Unite ale Americii                                                         |                  |
| Tetsuo: The Iron Man             | Shinya Tsukamoto              | Tomoroh Taguchi, Kei Fujiwara, Shinya Tsukamoto                     | Japonia                                                                            |                  |
| Time Troopers                    | L. E. Neiman                  | Albert Fortell, Hannelore Elsner, Renee Felden                      | Austria                                                                            | [ 11 ]           |
| Venus Wars                       | Yoshikazu Yasuhiko            |                                                                     | Japonia                                                                            | Film anime       |
|                                  |                               |                                                                     |                                                                                    |                  |

## Premii

### Premiul Hugo
Premiile Hugo decernate la Worldcon pentru cele mai bune lucrări apărute în anul precedent:
- Premiul Hugo pentru cel mai bun roman:[12] Cyteen de C. J. Cherryh
- Premiul Hugo pentru cea mai bună povestire:
- Premiul Hugo pentru cea mai bună prezentare dramatică:
- Premiul Hugo pentru cea mai bună revistă profesionistă:
- Premiul Hugo pentru cel mai bun fanzin:

### Premiul Nebula
Premiile Nebula acordate de Science Fiction and Fantasy Writers of America pentru cele mai bune lucrări apărute în anul precedent:
- Premiul Nebula pentru cel mai bun roman:[13] The Healer's War de Elizabeth Ann Scarborough
- Premiul Nebula pentru cea mai bună nuvelă:
- Premiul Nebula pentru cea mai bună povestire:

### Premiul Saturn
Premiile Saturn sunt acordate de Academy of Science Fiction, Fantasy and Horror Films:
- Premiul Saturn pentru cel mai bun film științifico-fantastic: Total Recall, regizat de Paul Verhoeven